# بستی دهاندله
بستی دهاندله (به انگلیسی: Basti Dhandlah) یک منطقهٔ مسکونی در پاکستان است که در پنجاب واقع شده‌است. بستی دهاندله ۱۱۰ متر بالاتر از سطح دریا واقع شده‌است.